# Усгвири
Усгвири (груз. უსგვირი) — село в Грузии, на территории Местийского муниципалитета края (мхаре) Самегрело-Верхняя Сванетия.

## География
Село находится в северо-западной части Грузии, на берегах реки Лешкури (бассейн реки Ингури), на расстоянии приблизительно 25 километров (по прямой) к юго-западу от посёлка городского типа Местиа, административного центра муниципалитета. Абсолютная высота — 1648 метров над уровнем моря.

## Население
По результатам официальной переписи населения 2014 года в Усгвири проживало 3 человека (2 мужчины и 1 женщина). В национальной структуре населения грузины составляли 100 %.
| Год  | Население, человек |
| ---- | ------------------ |
| 2002 | 15                 |
| 2014 | ↘ 3                |